# Wadi Suf
Wadi Suf és un grup d'oasis d'Algèria al sud-est del país. La zona té una superfície de 80.000 km² a la frontera amb el Djerid de Tunísia, prop de Ghadames. La major part de les dunes de l'oasi són part del Gran Erg Oriental. Hi ha 9 pobles habitats fundats abans del segle XVII: Kmar (francès Guémar), Taghzut, Kuynin, Tiksabt, Zkim (francès Zgoum), Bahima, Dabila, Sidi Awd i al-Wad (en posició central); també hi ha una dotzena de pobles nous de fundació recent (segle xx). El 1883 tenia uns 17.629 habitants o el 1966 eren uns 120.000 (un terç nòmades). Als darrers anys hi va haver una certa emigració a Tunísia (uns quants milers de persones).
Poblada per amazics que s'hi haurien establert entre el segle viii i el XIV (la darrera remesa). Sempre fou un lloc de pas entre Nafta (Tunísia) i Algèria (Tuggurt, Tamasin, Biskra). El segle xix la lluita entre els Ben Gana i els Bu Ukkaz de Tamasin i Tuggurt va afectar en certa manera al Suf, però amb la submissió a França el 1854 van seguir anys de tranquil·litat; la derrota francesa del 1871 va provocar la rebel·lió del Constantinès i un agitador religiós de nom Bu Shusha va atacar Kmar al Wadi Suf; pacificada la zona, França va establir el domini directe al Wadi Suf i els antics "khalifes" foren nomenats caids però amb menys autonomia que els xeics que abans governaven el territori.
Els francesos li van donar el nom d'"Annexe d'El Oued" el 1885 (El Oued fou el nom francès del lloc principal, al-Wad). L'economia està basada en les palmeres i els dàtils. Els habitants s'esmenten com swafa o sawafa i són maliquites. Hi hauria hagut períodes de domini kharigita i fatimita però no en quede rastre; al segle xvi la tarika dels Shabiyya hi va exercir un complet domini, però també va desaparèixer. La rahmaniyya, la tidjaniyya i la kadiriyya són les confraries modernes (segles XIX i XX), els primers des de 1815, i els segons uns anys més tard; els tercers no van arribar fins al 1887 i 1892; aliats als rahmaniyya, es van enfrontar als tidjaniyya durant anys (1895-1924); els kadiriyya-rahmaniyya es van aliar als francesos però després es van revoltar i el seu cap fou exiliat a Tunísia el 1918; mort el cap tidjaniyya i després el kadiriyya-tahmaniyya (els dos el 1923), els successors van acordar la pau (1924) però després va penetrar el salafisme que va dividir altre cop la zona entre reformistes salafistes i la resta (conservadors). Les tres confraries tenien cadascuna uns 15.000 afiliats vers 1945. Modernament la base tribal i religiosa ha perdut influència.